# SEXY STREAM LINER
『SEXY STREAM LINER』（セクシー・ストリーム・ライナー）は、日本のロックバンドであるBUCK-TICKの10枚目となるオリジナル・アルバム。
1997年12月10日にマーキュリー・ミュージック・エンタテインメントよりリリースされた。ビクターエンタテインメントからの移籍第一弾として前作『COSMOS』（1996年）よりおよそ1年半ぶりにリリースされた作品であり、作詞は櫻井敦司および今井寿が担当、作曲は今井および星野英彦が担当、BUCK-TICKによるセルフ・プロデュースとなっている。
ギター演奏が入っていない曲の存在やほぼ全てのドラムスが打ち込みであったりと、6枚目のアルバム『狂った太陽』（1991年）以降取り入れてきたノイズ、打ち込みといったデジタル要素をより前面に押し出した作品。そういった背景もあり、一部の音楽雑誌では「BUCK-TICK史上最大の異色作」と評されている。
先行シングルとして「ヒロイン」がリリースされたほか、リカットとして「囁き」がリリースされている。後にミュージック・ビデオ集『DREAM BOX』（1999年）リリースを以ってBUCK-TICKはBMGファンハウスに移籍したためマーキュリー在籍時にリリースされた唯一のオリジナル・アルバムとなった。

## 背景
前作『COSMOS』（1996年）リリース後、BUCK-TICKは「TOUR 1996 CHAOS」と題したコンサートツアーを同年7月4日の川口総合文化センターリリア メインホール公演から9月2日の沖縄コンベンションセンター 劇場公演まで、21都市全23公演を実施した。
その後12月に写真集撮影のためネパールに滞在していた櫻井敦司は、現地にて急性腹膜炎を発症し病院へ搬送され病名は「S字結腸破裂腹膜炎」と診断された。しかし現地では治療が不可能とされたため緊急搬送にてシンガポール経由で帰国することとなった。日本で手術を受けた櫻井は無事に一命を取り留め、その後1か月ほどの入院生活を送ることとなった。櫻井の症状は命の危険を伴うものであったが、帰国のための飛行機がなく1日待たされたためにさらに悪化し、「あまりの痛みに初めて死を意識した」と述べたほか、痛み止めを服用したところ効果が強く幻覚や幻聴の症状が現れたと述べている。現地の病院では近くのベッドで寝ている患者が亡くなりその家族が泣き崩れている姿を見て、自身も棺桶に入れられて帰国するのではないかと不安に駆られていたとも述べている。
櫻井の急病に伴い、本来であれば12月より開催が予定されていたコンサートツアー「CHAOS After dark TOUR」は延期となり、「BUCK-TICK TOUR'97 RED ROOM 2097」とタイトルを変えて1997年3月1日の名古屋国際会議場 センチュリーホール 公演から4月22日の大阪厚生年金会館公演まで5都市全10公演が行われた。また前年にそれまで所属していた音楽事務所から独立し、有限会社バンカーを設立したBUCK-TICKであったが、メンバー5人で話し合った結果レコード会社の移籍も決定し、ビクターエンタテインメントからマーキュリー・ミュージック・エンタテインメントへと移籍することとなった。

## 録音、制作
本作のレコーディングは1997年にサウンドスカイスタジオおよびエッグス&シェップスタジオにて行われた。元サンハウスおよびシーナ&ザ・ロケッツのベーシストであった奈良敏博およびレコーディング・エンジニアの比留間整が共同プロデューサーとして参加している。
本作では今井寿による曲制作が順調に行われたため、リズム録り開始時点ですでに10曲は完成している状態であった。ヤガミトールと樋口豊はそのためにレコーディング作業に時間的余裕が出来たため非常に楽であったと述べている。一方でヤガミは本作より本格的に導入された打ち込みによる音源と生演奏の同期には非常に苦労したと述べており、ドラムンベースなどの細かいシーケンスが多かったために少しのズレも許されず、共同プロデューサーであった奈良からドラムを叩く前のカウントの段階で何度もNGを出された。叩き始める前の段階でNGとなるために対応の仕方が分からず、奈良との感覚の違いの調整に苦慮した結果、レコーディングはログハウスのようなリゾートスタジオで行われていたが全く寛げなかったと述べている。その他、ヤガミは本作ではループを多用している点が面白いと述べ、ドンカマチックを聴きながら叩くのとは異なる感覚がありドラムに対する解釈が広がったと述べている。
今井は本作において人間と機械の融合を目指したデジタルサウンドの構築をコンセプトとしていた。しかし櫻井は自らの「泥臭い歌詞」と機械的なサウンドが自分の中で上手く消化できなかったと述べている。また、自身がアルバムの世界観にのめり込めず、形式や格好ばかりを気にしている間にレコーディングが終了してしまったとも述べている。インタビュアーから本作はメンバー全員が作品をつかみ切れず、レコード会社の移籍なども伴ったためにメンバー各自がバンド内の役割にこだわりすぎたのではないかと問われた櫻井はこれを肯定している。

## 音楽性と歌詞
今井は本作の音楽性に関して「気持ち悪いところ」が最も気に入っており、「気持ちイイんだけど、気持ち悪いっていうか。感覚的なもんだけど」と述べたほか、曲順も気に入っていると述べている。櫻井は今井が述べた「気持ち悪さ」について、「プルプル、ヌルヌルしている」と表現した上で、「打ち込みやデジタルのおもしろさと、ヌルヌルした感じの詞がいい」と述べている。星野英彦は「一曲一曲がバラバラなのに、まとまっているアルバムになっているところが今まで以上にあると思いますね」とに述べたほか、自らが作曲した「螺旋 虫」や「蝶蝶」がたまたま「虫」を題材としたタイトルになっていることを指摘している。櫻井は今井が作詞した「リザードスキンの少女」の歌詞が最も気に入っていると述べ、今井は「MY FUCKIN' VALENTINE」が歌詞の中で最も気に入っていると述べている。樋口はバンドでありながら打ち込みの音を導入しそれがバンドの音になっていることが珍しいと指摘し、打ち込みが多用されているにも拘わらずすべてバンドメンバーが演奏している点が他のグループと大きく異なることであると述べている。
本作のタイトルに関して今井は、「SEXY」にはスラングで「最新型の」と言う意味もあることから「最新型の流線形」という意味であると述べている。

## リリース
1997年12月10日にマーキュリー・ミュージック・エンタテインメントからCDにてリリースされた。初回プレス限定でスペシャルカラーケース仕様になっていたほか、オリジナル「BUCK-TICK MODEL」Tシャツが当選する応募ハガキが封入されていた。
後にリカットされた「囁き」（1998年）の他に「SEXY STREAM LINER」「キミガシン..ダラ」を追加収録した全6曲のコンパクト盤『LTD』（1998年）が予約限定でリリース、同作はクラブシーンへのアプローチを企図してリリースされた。これらのジャケットはどれも本作のジャケットのモチーフが使用されている。
また、後にリリースされたコンピレーション・アルバム『97BT99』（2000年）には本作収録曲が全曲収録されてたほか、ベスト・アルバム『SUPER VALUE BUCK-TICK』（2001年）には本作から7曲収録されている。なお、両作ともに公式サイトにおいてBUCK-TICKメンバーが一切関わっていないことが明記されている。
さらにBMGファンハウスからリリースされたベスト・アルバム『CATALOGUE 2005』（2005年）においてはマーキュリー在籍時の収録曲は「ミウ」（1999年）のみとなっており、本作からは1曲も収録されなかったが、『CATALOGUE VICTOR→MERCURY 87-99』（2012年）においてはマーキュリー時代のシングル曲がすべて収録された。

## ツアー
本作リリース後の同年12月26日および12月27日には「SEXTREAM LINER零型 (type0)」と題した単独コンサートを日本武道館にて実施。その後本作を受けたコンサートツアーは「TOUR SEXTREAM LINER」と題して1998年2月4日の川口総合文化センターリリア メインホール公演から5月8日および5月9日の日本武道館2日連続公演まで、29都市全33公演が行われた。ツアーファイナルとなった日本武道館公演の模様は後にライブ・アルバム『SWEET STRANGE LIVE DISC』（1998年）およびライブ・ビデオ『SWEET STRANGE LIVE FILM』（1998年）として同日にリリースされた。

## 批評
| 専門評論家によるレビュー    | 専門評論家によるレビュー |
| レビュー・スコア            | レビュー・スコア         |
| 出典                        | 評価                     |
| --------------------------- | ------------------------ |
| CDジャーナル                | 肯定的                   |
| BUCK-TICK ~since 1985-2011~ | 肯定的                   |
| B-T DATA                    | 肯定的                   |

音楽情報サイト『CDジャーナル』では、BUCK-TICKがカリスマ性を発揮しながらも、本作ではテクノ色を前面に打ち出していることから「常に時代の先端を行き続ける」と指摘した上で、「相変わらずの奇才ぶりが発揮され、どの曲も申し分のない出来である」と称賛した。書籍『BUCK-TICK ~since 1985-2011~ 史上最強のROCK BAND』では、前作におけるバンドサウンドから一転してデジタルサウンドへの移行が顕著となった作品であると指摘、完全に打ち込みドラムを使用した楽曲やギターを全く使用しない楽曲などに関して実験的要素が強いと肯定的に評価したほか、「BUCK-TICK史上最大の異色作」であると言われていたことを記している。書籍『B-T DATA BUCK-TICK 25th Anniversary Edition』では、「ヒロイン」や「MY FUCKIN' VALENTINE」などのロックナンバーのほかに「囁き」や「迦陵頻伽 Kalavinka」などの「ねじれたリフと不思議な手触り」の楽曲が共存する異色作であると指摘した上で、テクノやドラムンベースなど打ち込みの要素と生演奏との同期がスリリングであると評価したほか、「今井のブッ飛んだ感覚と、多彩極まりない曲を歌い切る櫻井の表現力にうならされる」と称賛した。

## チャート成績
本作はオリコンチャートにて最高位4位で登場回数は5回となり、売り上げ枚数は10.8万枚となった。この売り上げ枚数はBUCK-TICKのアルバム売上ランキングにおいて11位となっている。2022年に実施されたねとらぼ調査隊によるBUCK-TICKのアルバム人気ランキングでは19位となった。

## 収録曲

### 一覧
全編曲: BUCK-TICK（特記以外）。
| #         | タイトル                                      | 作詞      | 作曲      | 時間  |
| --------- | --------------------------------------------- | --------- | --------- | ----- |
| 1.        | 「タナトス」                                  | 櫻井敦司  | 今井寿    | 5:25  |
| 2.        | 「SEXY STREAM LINER」(編曲: 今井寿、横山和俊) |           | 今井寿    | 2:45  |
| 3.        | 「ヒロイン -angel dust mix-」                 | 櫻井敦司  | 今井寿    | 4:31  |
| 4.        | 「無知の涙」                                  | 櫻井敦司  | 今井寿    | 4:39  |
| 5.        | 「リザードスキンの少女」                      | 今井寿    | 今井寿    | 4:36  |
| 6.        | 「螺旋 虫」                                   | 櫻井敦司  | 星野英彦  | 4:33  |
| 7.        | 「蝶蝶」                                      | 櫻井敦司  | 星野英彦  | 4:34  |
| 8.        | 「囁き」                                      | 櫻井敦司  | 今井寿    | 4:39  |
| 9.        | 「迦陵頻伽 Kalavinka」                        | 櫻井敦司  | 今井寿    | 5:11  |
| 10.       | 「MY FUCKIN' VALENTINE」                      | 今井寿    | 今井寿    | 4:38  |
| 11.       | 「Schiz・o幻想」                              | 櫻井敦司  | 今井寿    | 4:25  |
| 12.       | 「キミガシン..ダラ」                          | 櫻井敦司  | 今井寿    | 5:11  |
| 合計時間: | 合計時間:                                     | 合計時間: | 合計時間: | 55:07 |

### 曲解説
1. 「タナトス」
Aメロのリフはギターの音をサンプリングしたものをシンセサイザーで鳴らしている[17]。タナトスとはギリシャ神話の死神、あるいはフロイトの心理学用語における「自己破壊的な死の本能」を指す。
2. 「SEXY STREAM LINER」
本作のタイトル曲にしてインスト。ライブではオープニングSEとして使用された。
3. 「ヒロイン -angel dust mix-」
先行シングルのバージョン違いで、イントロのボーカルトラックがカットされていたり、間奏が大幅に異なっている。
4. 「無知の涙」
アルバム『darker than darkness -style 93-』（1993年）の頃から構想は今井の中にあったという[17]。永山則夫の手記『無知の涙』（1971年）と同じ題名ではあるが、内容的関連性は無い。詞の内容は「戦争」を皮肉ったもの。
5. 「リザードスキンの少女」
櫻井が本作で最も歌詞を気に入っており、「やっぱり今井は今井らしいの書くなぁって思いました」と述べている[4]。
6. 「螺旋 虫」
先行シングル「ヒロイン」（1997年）のカップリングに収録されているのはドラムやギターのトラックが無いリミックスでアンビエント色が濃い。
7. 「蝶蝶」
「螺旋 虫」とともに星野作曲であるが、偶然にも両作とも「虫」を題材としたタイトルになっている。
8. 「囁き」
後にギターパートを追加したリミックスバージョンがシングルカットされた。
9. 「迦陵頻伽 Kalavinka」
迦陵頻伽とはサンスクリット語であり、上半身が人間で下半身が鳥の想像上の生物である。
10. 「MY FUCKIN' VALENTINE」
櫻井と今井のツインボーカル曲で、ハウスとテクノを融合させた曲[17]。今井は音感を重視し、歌詞に「ル」を含む単語を多用している[4]。
11. 「Schiz・o幻想」
タイトルの「Schiz・o」とはスキゾフレニアのことであり、今井が「変態的なダブ」を目指した曲[17]。歌詞においてアルバム『COSMOS』（1996年）以降、封印されていた直接的な精神描写が顕著で、櫻井は「思わず出てしまった」と述べている。
12. 「キミガシン..ダラ」
本作中最もキャッチーで、メンバーが知人にアルバムを聴かせた際に「最後がこの曲で安心した」と言われている[17]。

## スタッフ・クレジット

### BUCK-TICK
- 櫻井敦司 - ボーカル
- 今井寿 - ギター、ノイズ、ボーカル
- 星野英彦 - ギター
- 樋口豊 - ベース
- ヤガミトール - ドラムス

### 参加ミュージシャン
- 横山和俊 - マニピュレート、キーボード、ノイズ

### スタッフ
- BUCK-TICK - プロデュース
- 奈良敏博　- コ・プロデュース
- 比留間整（サウンドスカイスタジオ） - コ・プロデュース、レコーディング・エンジニア、ミキシング・エンジニア
- 荒井健一（サウンドスカイスタジオ） - 追加エンジニア
- 田村英章（エッグス&シェップスタジオ） - アシスタント・エンジニア
- やはぎやすお（エッグス&シェップスタジオ） - アシスタント・エンジニア
- 開崎晃典（サウンドスカイスタジオ） - アシスタント・エンジニア
- 山下泰正（サウンドスカイスタジオ） - アシスタント・エンジニア
- 東論（サウンドスカイスタジオ） - アシスタント・エンジニア
- 谷川博（サウンドスカイスタジオ） - アシスタント・エンジニア
- 原田光晴 (DISC LAB) - マスタリング・エンジニア
- 峰守一隆 (MASTER TONE) - ギター&ベース・テクニシャン
- 浅見繁男 - ドラム・テクニシャン&チューナー
- 大竹茂 (DAY BREAK) - セッション・コーディネーター
- 並木裕之（マーキュリー・ミュージック・エンタテインメント） - A&Rディレクター
- 加藤久典（マーキュリー・ミュージック・エンタテインメント） - アーティスト・プロモーション・チーフ
- もりしたこうじ（マーキュリー・ミュージック・エンタテインメント） - セールス・プロモーション・チーフ
- 賀山聡（バンカー） - アーティスト・マネージメント
- のむらたけお（バンカー） - アーティスト・マネージメント
- サカグチケン - アート・ディレクション
- 桜井智也（サカグチケンファクトリー） - デザイン
- M.HASUI (M.HASUI Office) -写真撮影
- KEN (Factory COOL) - ヘッド・モデル・メーキング
- 八木智晴 - コスチューム・デザイン
- 谷崎隆幸 (Fats Berry) - ヘアー&メイクアップ
- 井上みゆき (Fats Berry) - ヘアー&メイクアップ
- こにしやよい（バンカー） - マネージメント・デスク
- よしださおり (FISH TANK) - オフィシャル・ファンクラブ
- 寺林晁（マーキュリー・ミュージック・エンタテインメント） - エグゼクティブ・プロデューサー
- グレコ - スペシャル・サンクス
- フェルナンデス - スペシャル・サンクス
- ラディック - スペシャル・サンクス
- モリダイラ楽器 - スペシャル・サンクス
- 志村昭三（志村ギターテック） - スペシャル・サンクス
- 林幸宏 - スペシャル・サンクス
- 松木昭男（イシバシ楽器） - スペシャル・サンクス
- 伊東ミキオ (man Friday) - スペシャル・サンクス
- ASAKI (GUNIW TOOLS) - スペシャル・サンクス
- JUNICHI - スペシャル・サンクス

## リリース履歴
| No. | 日付           | レーベル     | 規格 | 規格品番     | 最高順位 | 備考                                                   |
| --- | -------------- | ------------ | ---- | ------------ | -------- | ------------------------------------------------------ |
| 1   | 1997年12月10日 | マーキュリー | CD   | PHCL-5089    | 4位      | 初回限定スペシャルカラーケース、ピクチャーレーベル仕様 |
| 2   | 2000年3月29日  | マーキュリー | CD   | PHCL-5140〜1 | -        | コンピレーションアルバム『97BT99』収録                 |